# شبه‌انرژی
شبه انرژی (به انگلیسی: Coenergy) مفهوم فیزیکی ندارد ولی برای معرفی روابط نیرو و گشتاور سیستم های الکترومغناطیسی کاربرد فراوان دارد.

در ماشین الکتریکی
یک سیستم خطی را در نظر بگیرید ؛ اگر قسمت متحرک آن حرکت کند در انتهای این تغییر مکان طول شکاف هوایی کاهش میابد . هرچه طول شکاف هوایی کاهش یابد منحنی (λ-i) غیر خطی تر میشود و هرچه غیر خطی تر شود شبه انرژی بیشتر از انرژی میشود.